# パレード (吉田修一)
『パレード』は、日本の小説家吉田修一による小説。5人の若者達のルームシェアを舞台に、彼らの共同生活とそのひずみで起きる経過と結末が描かれている。第15回山本周五郎賞受賞作。
2010年に行定勲監督・脚本で映画化された。第60回ベルリン国際映画祭にて国際批評家連盟賞を受賞している。

## 概要
吉田修一自身初めての全編書き下ろし小説。原稿用紙枚数約420枚。2002年2月に幻冬舎から上梓後、ライトな内容の裏に隠された人間心理の果てのヘヴィなラストに話題を呼び、各雑誌で高評価を受ける。その年の山本周五郎賞の選考会では「ラストの表現方法が疑問」（花村萬月）という指摘があったものの、「力を抜いてエンターテイメントに徹している」（山田詠美）と評価され山本賞を受賞した。2004年4月に文庫化されているが、その解説を担当しているのは同名小説「パレード」（『センセイの鞄』の番外編）を書いた川上弘美である。

## 登場人物
- 伊原直輝 - 28歳・独立系映画配給会社勤務。非常に良識的な人間で夜のジョギングが日課。
- 相馬未来 - 24歳・イラストレーター兼雑貨屋店長。本当の自分を出す事に疑問を感じる。
- 大垣内琴美 - 23歳・無職　若手人気俳優の丸山友彦と熱愛中。妊娠騒ぎを起こす。
- 小窪サトル - 自称18歳・男娼。途中から共同生活に加わった。
- 杉本良介 - 21歳・H大学経済学部3年。長崎出身のお気楽（に見える）大学生。

## 映画
行定勲脚本・監督で製作。2009年5月に撮影開始、2010年2月20日に公開。第60回ベルリン国際映画祭で、国際批評家連盟賞を受賞。

### キャスト（映画）
- 伊原直輝：藤原竜也
- 相馬未来：香里奈
- 大河内琴美：貫地谷しほり
- 小窪サトル：林遣都
- 杉本良介：小出恵介
- 丸山友彦：竹財輝之助
- 美咲：野波麻帆
- 松園貴和子：中村ゆり
- 松園浩志：波岡一喜
- 隣の占い師：正名僕蔵
- 女社長：キムラ緑子
- 野口良夫：石橋蓮司
- 梅崎：三浦誠己
- マリネママ：深沢敦
- ウララ：花井京乃助
- 劇中ドラマ「カルアミルクで乾杯」
  - 夏目涼：黄川田将也
  - 仁科有里：森下千里
  - 中川佳代：水崎綾女
- その他
  - 根岸清子 / 石垣光代 / 井村空美 / 貞平麻衣子 / 前田真里 / 矢柴俊博 / 桃瀬美咲 / 山中敦史 / 森崎ウィン / 大槻修治 / 遠藤留奈 / 三国由奈 / 瀬戸夏実 / 有村昆 / 栗原美季 / 北村真二

### スタッフ（映画）
- 監督：行定勲
- 脚本：行定勲
- 製作総指揮：青木竹彦
- 音楽：朝本浩文
- 撮影：福元淳
- 編集：今井剛

## 舞台

### 2012年公演
天王洲銀河劇場(2012年1月)・梅田芸術劇場シアター・ドラマシティ(2012年2月)
主催：WOWOW・フジテレビジョン・天王洲銀河劇場(東京)、関西テレビ放送・梅田芸術劇場・サンライズプロモーション大阪(大阪)

#### キャスト（舞台）
- 杉本良介：山本裕典
- 大垣内琴美：本仮屋ユイカ
- 相馬未来：原田夏希
- 小窪サトル：竹内寿
- 伊原直輝：福士誠治

#### スタッフ（舞台）
- 脚本：蓬莱竜太
- 演出：行定勲

### 2022年公演
新国立劇場 小劇場（2022年7月16日 - 24日）

#### キャスト（舞台）
- 杉本良介：眞嶋秀斗
- 大垣内琴美：石田千穂（STU48）
- 相馬未来：矢島舞美
- 小窪サトル：曽田陵介
- 伊原直輝：仲田博喜→松本慎也（体調不良のため降板・代役）

#### スタッフ（舞台）
- 脚本・演出：平塚直隆
- 語り：石川藍

## オーディオブック
2020年12月3日にオーディオブック配信サービス「audiobook.jp」から配信開始。
キャスト
- 杉本良介：広瀬裕也
- 大垣内琴美：大関英里
- 相馬未来：若林直美
- 小窪サトル：小林敬
- 伊原直輝：土田玲央
- 丸山友彦：佐藤元
- 美咲：牧野天音
- 松園貴和子：拝師みほ
- 佐久間：髙山滉
- 真也：小林直人
- 梅崎：中西怜郎
- 社長：夏嶋ひかり